# Patrycja Adamkiewicz
Patrycja Adamkiewicz (11 giugno 1998) è una taekwondoka polacca.

## Palmarès
- Grand Prix: 1[1]
 Bronzo a Londra 2017 (categoria 57 kg)
- Campionati europei di taekwondo: 1[1]
 Bronzo a Kazan 2018 (categoria 57 kg)
- Giochi mondiali universitari: 3
 Bronzo a Napoli 2019 (categoria 57 kg)[2]
 Bronzo a Chengdu 2021 (categoria 57 kg)[3]
- Campionati europei under 21 di taekwondo: 2[1]
 Oro a Sofia 2017 (categoria 57 kg)
 Oro a Varsavia 2018 (categoria 57 kg)
- Campionati europei juniores di taekwondo: 2[1]
 Bronzo a Porto 2013 (categoria 46 kg)
 Argento a Daugavspils 2015 (categoria 55 kg)